# The Last Thing He Wanted
The Last Thing He Wanted is een Amerikaans-Britse politieke thriller uit 2020 onder regie van Dee Rees. De film is gebaseerd op de gelijknamige roman van schrijfster Joan Didion. De hoofdrollen worden vertolkt door Anne Hathaway, Ben Affleck, Willem Dafoe, Toby Jones en Rosie Perez.

## Verhaal
Elena McMahon is een journaliste van The Washington Post. In 1984, tijdens de voorverkiezingen voor het Amerikaans presidentschap, neemt ze ontslag om voor haar zieke vader te zorgen. Wanneer ze besluit haar vader in Centraal-Amerika te vervangen als wapenhandelaar belandt ze in een internationaal complot.

## Rolverdeling
| Acteur        | Personage               |
| ------------- | ----------------------- |
| Anne Hathaway | Elena McMahon           |
| Ben Affleck   | Treat Morrison          |
| Willem Dafoe  | Dick McMahon            |
| Toby Jones    | Paul Schuster           |
| Rosie Perez   | Alma Guerrero           |
| Edi Gathegi   | Jones                   |
| Mel Rodriguez | Barry Sedlow            |
| Onata Aprile  | Cat McMahon             |
| Carlos Leal   | Max Epperson / Bob Weir |
| Ben Chase     | Max Berquist            |
| Julian Gamble | George P. Shultz        |
| James Scully  | slordige verslaggever   |

## Productie
In september 2017 raakte bekend dat Joan Didions roman The Last Thing He Wanted (1996) door Dee Rees zou verfilmd worden. De regisseuse schreef samen met Marco Villalobos het script. In februari 2018 werd Anne Hathaway gecast als het hoofdpersonage Elena McMahon. In juni werd Willem Dafoe gecast als haar vader Richard McMahon. Een maand later raakte de rest van de cast bekend.
In mei 2018 verwierf Netflix de distributierechten. De streamingdienst had eerder ook al Dee Rees' dramafilm Mudbound (2017) uitgebracht. De opnames gingen op 14 juni 2018 van start in Puerto Rico.
De film ging op 27 januari 2020 op het Sundance Film Festival in première. The Last Thing He Wanted ontving vervolgens bijna uitsluitend negatieve recensies. Op Rotten Tomatoes heeft de film een waarde van 6% en een gemiddelde score van 2,7/10, gebaseerd op 18 recensies. Op Metacritic heeft de film een gemiddelde score van 37/100, gebaseerd op 8 recensies.
Op 21 februari 2020 werd de film uitgebracht op Netflix.